# Provincia Jijel
Provincia Jijel (în arabă جيجل) este o unitate administrativă de gradul I (wilaya) a Algeriei. Reședința sa este orașul Jijel.